# 北朝鮮核問題
北朝鮮核問題（きたちょうせんかくもんだい）は、朝鮮民主主義人民共和国（北朝鮮）による核兵器の開発および核拡散に関する問題。
北朝鮮の最高指導者である金正恩は、2013年に「経済建設と核武力建設の並進路線」をみずからの総路線とする談話を発表し、核保有の恒久化を宣言した。また、2016年以降、北朝鮮が核保有国であることを正式に認めている。2013年4月、北朝鮮は「自衛的核保有国の地位をより強固にする法律」を採択し、「敵対的核保有国」であるアメリカ、米韓相互防衛条約を結んでいる韓国、日米安全保障条約を結んでいる日本を「核兵器による攻撃対象」に定めた。
北朝鮮はこれらに先立つ1993年と2003年にはNPT脱退を表明し、2006年、2009年、2013年、2016年1月、2016年9月、2017年に核実験を実施した。また1998年のパキスタン核実験への関与疑惑、1993年以降の核弾頭運搬手段ともなりうるミサイル発射実験、第三国やテロリストへの核兵器技術移転の疑惑あるいは懸念が持たれている。
北朝鮮は労働党機関紙「労働新聞」（2018年2月23日付）に「私たちの共和国が核を放棄することを望むのは海の水が乾くのを待っているよりも愚かなこと」として核放棄を条件にするいかなる交渉の拒否を表明している。

## 概要
北朝鮮は建国以来、核兵器に関して関心をもっていたとされる。当時の東側諸国の中で核開発能力を持っていたのはソビエト連邦（ソ連）、のちに中華人民共和国（中国）が加わることになるが、ともに原子力の平和利用を行う分には熱心に協力したが、核武装の協力に関しては消極的であった。北朝鮮が本格的に核開発に取り組んだのは朝鮮戦争休戦後とされる。具体的には1956年3月と9月、ソ連との間に原子力開発に関する基本合意を行い、数人の科学者をソ連のドゥブナ核研究所に派遣した。また、小規模の研究用原子炉であるIRT-2000研究用原子炉の供与を受け、寧辺核施設に建設された。ソ連は、原子力の協力は平和利用に限定されるべきとの立場を崩さなかった。しかし北朝鮮はあくまで核兵器を持つことに執着し、1964年に原爆を保有した中国に支援を要請したが、これも拒否されたと伝わっている。
この後も核開発計画は放棄されることはなく、東側諸国の政府関係者の証言とアメリカの偵察衛星が1982年以降に撮影した写真の分析から、平安北道寧辺郡に新たな原子炉が建設されていることが判明した。アメリカは当時のソ連に対して北朝鮮が核拡散防止条約（NPT）に加盟するように働きかけた。結果として北朝鮮はNPTに加盟することになり国際原子力機関（IAEA）の監視下に置かれたが、その後も核開発計画を進行させている疑惑がくすぶり続けた。そして1986年3月、寧辺の衛星画像で幾つかの円筒状のクレーターが確認され、これが高性能爆発実験の痕跡と判明し、原爆開発計画を進めているとされる証拠となった。その後、寧辺や泰川郡（平安北道）に大型黒鉛減速炉が建設されていく様子も偵察衛星から判明し、徐々に国際問題化していった。
1991年には、韓国と朝鮮半島の非核化に関する共同宣言を行い、朝鮮半島の非核化や相互査察を宣言したが、それによる相互査察は実行されることは無く、実効性を伴わなかった。1991年のソ連崩壊により失職したウクライナの技術者をスカウトする等して、核とミサイルの開発を進めていく。

### NPT脱退と核実験の実施
北朝鮮は2003年1月10日、アメリカの軍事的脅威を理由に挙げ、核拡散防止条約第十条を根拠にNPTからの脱退を通告した。そして2005年2月10日、公式に核兵器の保有宣言を行い、2006年10月9日に地下核実験を行ったことから当条約上で定義された「核兵器国」以外の事実上の核保有国となった。
NPT脱退については、同条約の第十条に脱退条項が存在し、国際法上は通告から3ヶ月後に有効になると解されているため、国際法上は当条約上の拘束を受けないかたちとなる。しかし、アメリカは北朝鮮のNPT上の義務について判断しない立場をとっており、NPTの運用機関においても、議長が北朝鮮のネームプレートを「預かる」ことで北朝鮮の立場を曖昧にしておく異例の政治判断が継続して採られている。
開発初期の原子爆弾、たとえば米国が長崎に投下したファットマンは5トンもあり、北朝鮮の能力だと核兵器ないしミサイル弾頭の開発は不可能という見方があった。しかし、米シンクタンクの憂慮する科学者同盟（UCS）のミサイル問題専門家は、第二次世界大戦当時の原子爆弾は技術的不安が多く、計算よりもかなり大量の爆薬を使って構造も頑丈にしているため重量があるのにすぎず、現在では核兵器に関して既知となっている研究も多く、当時とは技術的背景も異なるため、現在の北朝鮮の原子爆弾と単純に比較することは不適切としている。また、米シンクタンク科学国際安全保障研究所（ISIS）の研究者らは原子爆弾のサイズを小さくすること自体は原子爆弾の設計が初歩的であったとしても可能としている。

### 水爆開発

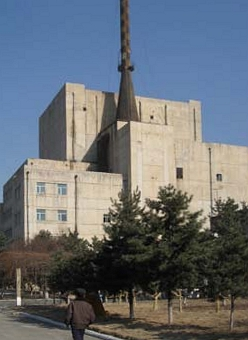
寧辺核施設

2006年の核実験を皮切りに、北朝鮮は2013年までに3回の核実験を行った。また、中国が1960年代に開発した弾道ミサイルに搭載可能なウラン爆縮型原子爆弾の設計図が核の闇市場かパキスタンから直接北朝鮮に入っている可能性が高く、2000年代後半から2010年代前半の時点で700 kgから1,000 kgまでの小型化に成功しているのではないかといわれていた。水爆開発の基礎実験を行った疑惑も浮上し、水素爆弾や強化原爆も開発中だと考えられた。特に強化原爆については2013年2月12日に行った3回目の核実験にて、最大40 キロトン（kt）という解析も出ており、保有に至った可能性も否定できない状況となった。
2010年時点では保有数についてはファットマンのような初期型原爆の技術水準で20 ktの出力を狙った場合、最大6個と考えられていたが、核の闇市場からの技術流入や核実験の成果を想定した場合、インド・パキスタンのような中級技術と同程度と考えられ、その場合、20 ktの出力を狙うと最大17個保有していると考えられた。これはプルトニウムだけの想定であり、濃縮ウランを加えると、最大23個保有していると考えられている。一方、ミサイル開発では2010年時点で日本のほぼ全土を射程に収める弾道ミサイル「ノドン」を200から300基配備しており、アメリカ本土に到達する長距離弾道ミサイルの開発も進めていると推測された。
金正恩は、2013年に「経済建設と核武力建設の並進路線」をみずからの総路線とする談話を発表し、核保有の恒久化を宣言した。そして、アメリカや国際社会との対決こそが経済再建の道であるかのように主張している。同年4月、北朝鮮は「自衛的核保有国の地位をより強固にする法律」を採択し、「敵対的核保有国」であるアメリカ、米韓相互防衛条約を結んでいる韓国、日米安全保障条約を結んでいる日本を「核兵器による攻撃対象」に定めている。

### ミサイル開発
2010年代後半からは火星シリーズをはじめとするミサイルの発射実験を本格化した。
2020年代には2022年のロシアのウクライナに侵攻を受けて、さらに開発が加速した可能性が指摘されている。

### 核開発の目的
国際社会の批判にもかかわらず、北朝鮮が核開発に固執する理由には、冷戦終結後も朝鮮戦争が「休戦」状態で継続しており、核抑止力によって「体制保証」を得ること、「瀬戸際外交」における交渉カード獲得、海外への技術移転による外貨獲得、国際的および国内的な国威発揚、イラクフセイン政権やリビアが2011年の内戦で崩壊した教訓などが考えられる。
防衛研究所防衛政策研究室長の高橋杉雄は「米韓への抑止力としての核兵器保有が真の目的。そう理解せざるを得ません」と指摘し、「もう非核化の意思はない」とも指摘した。

### 非核化合意とその不履行
1992年のジュネーブ合意以降、北朝鮮は核兵器に関する国際的な約束をアメリカと8回行っている。「核開発はしない」とそのうち4回言ったが、核開発の現場が発覚すると廃棄すると約束したことが4回ある。北朝鮮問題を担当するブルース・クリングナーヘリテージ財団上級研究員は「8回とも約束を破って、2018年3月5日の約束が9回目となる」と指摘している。
北朝鮮は対話を時間稼ぎと対外支援獲得に利用してきた。北朝鮮は2005年の合意もテポドンミサイル発射と2006年の初の核実験で不履行している。金正恩がトップになった直後である2012年2月29日に北朝鮮が核長距離ミサイル発射を中止する代わりに、アメリカは24万t規模の食糧を支援することを骨子とした米朝合意が行われたが、北朝鮮は直後に弾道ミサイル技術を利用した長距離ロケットである銀河3号を発射して、米朝合意を守らなかった。
そのため、2018年3月の繰り返されてきた北朝鮮による「非核化宣言」にもアメリカ上院議員のコーリー・ガードナーは、「北朝鮮の言葉にだまされてはならない、一時的に北朝鮮が核やミサイル実験をしていなくても技術開発は継続している」と述べている。朝鮮半島問題の専門のビクター・チャ教授も「北朝鮮の姿勢は、経済的利益を得るための戦術変更であるだけだ」と述べている。
国連安全保障理事会・北朝鮮制裁委員会（1718委員会）専門家パネル元委員の古川勝久は北朝鮮が体制への「脅威」のために核開発していると主張しているために、話すべき、制裁を緩めるべき、核を容認すべきだという人たちについて「対話と合意の裏で各国で違法な資金集めや部品の隠蔽輸入して核・ミサイル開発してきた北朝鮮である。日本で護憲や平和を主張している人ほど対話を絶対視しているが、北朝鮮の核を容認することは核兵器の売買による拡散・北朝鮮を見て核保有国になる国の激増を望むのと同義なのを理解していない、大局的視点の欠けた井の中の蛙」と批判している。

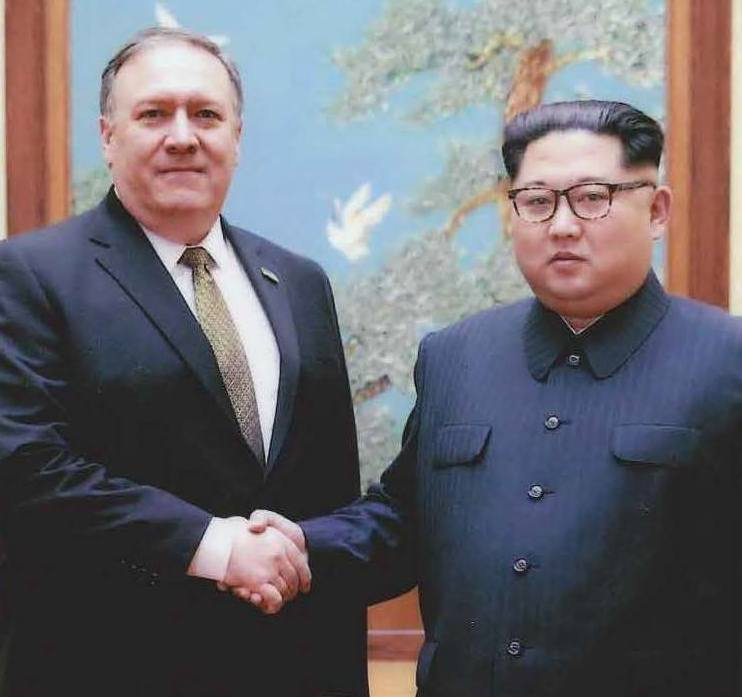
マイク・ポンペオと金正恩（2018年3月31日）

アメリカ財務長官のスティーヴン・マヌーチンは「2018年は過去10年の合計よりも厳しい対北朝鮮制裁を実施した」と説明し、韓国国会情報委員長によれば北朝鮮の資金源を締め上げた結果、2018年10月にも北朝鮮の外貨準備が底をつく。上級研究員のクリングナーは「北朝鮮を動かすには、コブラのようにすばやく毒牙にかけるよりは、ニシキヘビのように徐々に巻き付いて締め付ける戦略の方が効果的だ」と最大限の圧力の継続だけが北朝鮮に通用すると指摘している。2018年3月の南北間の暫定合意案のある「北朝鮮非核化」に北朝鮮研究所長の鄭永泰は合意案の内容を精査すると「在韓米軍撤収」が要求されていると説明している。
朝鮮戦争の1950年当時に釜山付近を除いて、 ほぼ朝鮮半島を占領して韓国を滅ぼすことで半島を共産化できたところをアメリカによって阻止されたと考えている北朝鮮は、赤化統一を阻止したアメリカを平和協定によって半島から米軍を撤収させて最終的に韓国を影響下に置くことが目的であると指摘されている。
上述の古川勝久は、北朝鮮が対話に応じた時期をふりかえると、20世紀末の「苦難の行軍」と呼ばれる大飢饉、核・ミサイル開発への国際社会から制裁に耐えられない時など、上位層や軍部からも不満がでて武力でも抑えきれなくなった時に限られることを指摘している。そして、その都度、北朝鮮としては会談や対話をテコにして制裁を突破することに成功してきた。北朝鮮が「体制の安全」を条件に「非核化」を諸外国に示している本当の目的は、まず最初に在韓米軍が撤収するよう誘導し、それに成功した後に日本や東南アジア・グアムなど太平洋にある米軍基地を言い訳にして、「まだ体制への安全が確保出来ていない」としてどんどん要求して時間稼ぎしている内に開発をさらに進めていくことだと述べている。「北朝鮮との対話」とは、北朝鮮にとって要求が拒否されて在韓米軍が撤収されなくても、それを口実にして金一族専制体制の持続と核開発の既成事実化という一石二鳥の行為だと古川は説明している。そして、SLBMなどはまだ完成していない北朝鮮にとって、北朝鮮への爆撃など先制攻撃が行われると核ミサイル一辺倒にしてきたためにその他が時代遅れである軍備、比較的上位の兵士にさえ体内に寄生虫がいる状態のため降伏を推奨したならば戦いにもならず、独裁下で不満が溜まっている北朝鮮の人々が蜂起して支持に回る恐れが高い軍事行動を阻止するために「非核化」の嘘を繰り返していると解説している。
アメリカでは北朝鮮の「魅力攻勢」を「繰り返し上映される映画」とたとえている。韓国は北朝鮮をなだめるために、経済協力事業を北朝鮮との共同で官民合わせて2017年までに約240件の合意を行ったが、北朝鮮の核開発を遅らせることもやめさせることもできなかった。
非公式を含まない韓国政府による現代グループの対北送金、開城工業団地や金剛観山光山、交易など北朝鮮への公式送金は1998年3月から2010年6月までに35億2380万USドル（約3兆9400億ウォン）になっている。 キム・デジュン政権が13億4千500万ドル（約1兆5千億ウォン）、ノ・ムヒョン政権時には、14億1000万ドル（約1兆6000億ウォン）を北朝鮮に送金した。イ・ミョンパク政権では2010年6月まで7億6500万ドル（約8600億ウォン）を北朝鮮に送金している。
このように、北朝鮮が核・ミサイルの「開発凍結」を約束する度に、日米韓などが食糧支援・経済支援・制裁解除を何度も実施したが北朝鮮は裏で開発を続けてきた。その結果、北朝鮮の核・ミサイル開発進行を許してきた。対話と援助による北朝鮮の核・ミサイル開発放棄は裏切られて失敗を繰り返してきたといえる。ロイター通信は2018年に北朝鮮が韓国大統領であるムン・ジェインとの首脳会談に合意したことやトランプとの対話を希望してきた背景を制裁による外貨準備高の急減・貿易収支の大幅な赤字・「譲歩をちらつかせて支援を確保後、合意反故」のパターンを狙っているためと解説している。

## 核開発の現状

### 核弾頭の保有数
2013年、科学国際安全保障研究所の専門家らは北朝鮮の核開発がこのまま続くと、2016年までに最大48個の核兵器を製造可能だとする報告書を出した。それによると、2013年時点で確認されているウラン濃縮施設での製造で年間2個、寧辺の軽水炉を稼動したとすると年間1～4個、ウラン濃縮施設の存在が疑われている施設での生産で年間2～3個となり、3つの施設を稼動させた場合、年間5個～9個の原子爆弾を製造することが可能で、これまで製造してきた原爆を合算すると48個程度になると推定した。
2013年の時点では、寧辺の5万kW、泰川の20万kWの大型黒鉛減速炉の建設は中断しており、新規のプルトニウムによる核開発は中断し、代わって高濃縮ウランによる核開発に軸足を移していると推測された。これはプルトニウムによる核兵器は品質劣化に伴う維持管理が煩雑な一方、高濃縮ウランによる核兵器は劣化がほとんどなく、維持管理がやりやすく、隠蔽もしやすい。また北朝鮮のウラン埋蔵量は莫大であり、核兵器を作る上で制限がないからだと推測されている。しかし、北朝鮮は寧辺に30MWの実験用軽水炉を建設中であり、この軽水炉からプルトニウムを生産する可能性もあるとされた。通常、軽水炉では原爆用のプルトニウムを生産するのに適してはいないとされるが、運転期間を短いものにして、プルトニウム239がプルトニウム240に大きく変化する前に使用済み核燃料を取り出して再処理すれば、原爆製造可能なレベルのプルトニウムが得ることが可能であり、懸念材料となっていた。
2015年1月6日に発表された韓国の国防白書では、北朝鮮の核兵器製造能力が相当水準に至っており、核兵器の小型化が可視化段階に入ったと評価、アメリカ本土も脅かすことができるミサイル能力を得ていると推定した。
2010年代後半から2020年代初頭にかけての予測では、20発～116発の間で様々な説が出た。
2023年3月28日に朝鮮中央通信が火山（ファサン）31という戦術核弾頭の写真を掲載し、小型化に向かって開発を行っていることが明らかとなった。

### プルトニウム
現在まで北朝鮮が保有しているプルトニウム原子爆弾の原料を生成した寧辺の5MWの実験用黒鉛減速炉は無力化対象となり、冷却塔の解体により使用できる状態ではない。
寧辺の50MW黒鉛減速炉と泰川の200MW黒鉛減速炉は年間55個、4-5年で220個のペースで核兵器を量産できるとされるが、建設途中で工事が中断した状態と考えられている。
寧辺に30MWの実験用軽水炉を建設中であり、これが稼動すると年間で最大4個の原子爆弾を製造可能である。
2015年9月、黒鉛減速炉の再稼働を表明した。2016年、アメリカ国家情報長官のジェームズ・クラッパーは「我々は北朝鮮が寧辺のウラン濃縮施設を拡張し、プルトニウム生産炉を再稼働することで、宣言を実行したとみている」と指摘し、アメリカ政府としても黒鉛減速炉の稼働を正式に確認したことを明らかにした。

### 高濃縮ウラン
韓国国防研究院は2013年の時点で最大で原子爆弾6個分の高濃縮ウランを保有しているとしている。
北朝鮮は2010年11月に元ロスアラモス国立研究所長にウラン濃縮施設を公開した。所長は2000台の遠心分離機があると報告しているが、寧辺のウラン濃縮施設以外にも複数ヶ所のウラン濃縮施設があるとされている。

### 強化原子爆弾
ドイツ政府系の研究所である連邦地質資源研究所は包括的核実験禁止条約を元に設置されているドイツ国内の核実験監視施設のデータを元に、北朝鮮で試験された核爆弾の出力は40ktに達すると発表した。このデータは日本の気象庁が感知したデータと同じで、この地震規模から解析すると、今回の核実験で用いられた核爆弾の威力はリトルボーイの3倍程度となり、核実験直前に懸念されていた強化原爆の可能性がある。強化原爆の製造技術は、核爆弾の小型化はおろか、軽水炉の通常運用を行って得たプルトニウム240を相当含む粗悪なプルトニウムをも有効な原爆に仕立てることが可能になってしまう（軽水炉を小刻み運用して、核燃料棒のプルトニウム240が大きく増加する前に取り出して再処理する、という煩雑な工程も不要になる）ため、大きな懸念材料となる。

### 開発資金の確保
度重なる経済制裁などにより、核開発の資金調達先は限定されている。2021年、CNNは国連安保理の関係筋から得た文書から、北朝鮮が兵器開発や経済立て直しのため、金融機関や仮想通貨取引所を狙ったハッキングをしていることを報道。北朝鮮のハッカーが2019年から2020年11月までの間に、総額3億1640万ドル相当を調達したことを明らかにしている。

## 北朝鮮の核兵器運搬手段

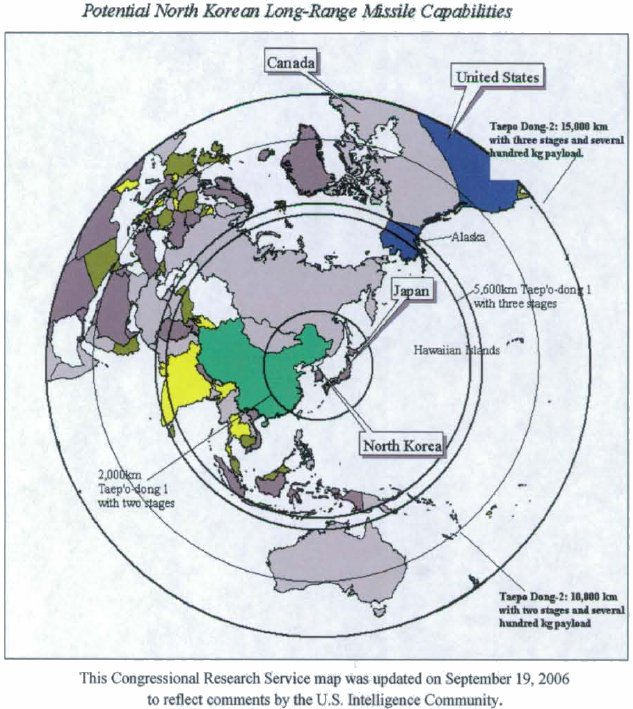
北朝鮮ミサイルの攻撃範囲

北朝鮮の核兵器重量は核の闇市場からの技術流入と3度の核実験により小型化が進んでいると考えられているが、アメリカ国務省で核問題を担当していたイギリスの国際戦略研究所 (ISS) のメンバーによると、原子爆弾そのものの重量は450kg程度としている。また、弾道ミサイルとして使うなら付属品を入れると弾頭重量は700kgになると推定している。北朝鮮で配備中または開発中の弾道ミサイルと、搭載可能と考えられる運用中の軍用航空機は以下の通りである。
- 軍用航空機
  - Il-28・H-5（轟五）- 2,400kmの航続距離がある
  - An-2 (航空機)
  - Su-25攻撃機 - 自由落下爆弾・誘導爆弾として
  - MiG-23戦闘攻撃機 - 自由落下爆弾・誘導爆弾として
  - MiG-29戦闘攻撃機 - 自由落下爆弾・誘導爆弾として
- 短距離弾道ミサイル
  - スカッドB (R-17) 射程300km CEP900m 液体燃料 通常HE・化学・生物・12kt核
  - スカッドC (R-17) 射程500km CEP900m 液体燃料 通常HE・化学・生物・5kt核
  - KN-02 射程160km CEP100m 個体燃料 通常HE・化学・生物・5kt核
- 準中距離弾道ミサイル
  - スカッドER 射程1,000km CEP190m 液体燃料 20～50kt核
  - ノドン 射程1,500～2,000km CEP190m 液体燃料 20～50kt核
  - 北極星2号
- 中距離弾道ミサイル
  - 火星10（ムスダン） 射程4,000km CEP1,300m 液体燃料 50kt核 開発中止の可能性[42]
  - 火星12
  - 火星16b（英語版）
- 大陸間弾道ミサイル
  - テポドン2 （ICBMのプロトタイプ）
  - 火星13（KN-08） 開発中止の可能性[42]
  - 火星14 射程10,000km
  - 火星15 射程13,000km - アメリカ全土を射程に収める
  - 火星17
  - 火星18
- 潜水艦発射弾道ミサイル
  - 北極星1号
  - 北極星3号

## 周辺国の反応

### ミサイル開発への反応
北朝鮮は外貨獲得のため、ミサイル関連技術を他国へ輸出しており、大量破壊兵器の拡散に繋がらないかと各国から懸念されている。北朝鮮の軍備については、射程100km～13000kmほどある数種類の弾道ミサイルを保有しており、日本全土だけでなく、アメリカの大半も射程内に入るとされる。もしこれらのミサイルに核弾頭を搭載すれば周辺諸国はもとより北アメリカ大陸のアメリカの州までミサイルでの核攻撃が可能となる。また、核を小型化する技術は時間が経てば経つほど進歩していると考えられ、2013年までに公式的にも3度の核実験を行い、信頼性のある原爆を弾道ミサイルに搭載することが可能になったのではないかと考えられている。

### 核脅威をめぐる諸見解の推移

#### 楽観論
核ミサイルをブラフと見なし、北朝鮮にはミサイルに実装できる小型核弾頭はないとする意見が1990年代から2000年代前半にかけて一定の支持があった。日本の右派は脅しに乗ることが援助を毟られる原因になると主張しており、韓国の左派は同胞に核ミサイルを向けるはずはなく援助が欲しいからやっているので援助を与えれば止めさせることができると主張しており、日本の右派やアメリカの左派はブッシュ政権の強硬路線の結果態度を硬化させ不完全な核爆弾を持っただけであると主張した。
1. 北朝鮮が苦難の行軍を経て崩壊寸前と目され、GDPは1.2-2兆円に過ぎず、大規模な核開発には資金が足りないとみられたこと
2. アメリカですら小型核弾頭の開発は初の核実験から数年を要していること
3. 1994年時点でCIAが「北朝鮮は1-2発の原始的核爆弾を保有しているとCIAは51%信じる。ただしミサイルに搭載できるほど小型化されてはいないだろう」という報告書を出していること
4. 通常核実験は20kt以上で確実に作動させて示威する場合が多いのに2006年の核実験が0.8ktで、過早爆発の可能性が濃厚なため、20ktを狙って0.8ktで完全な失敗と見なせること

#### 慎重論の登場
楽観論は北朝鮮が工業的な後進国であるというイメージが一人歩きした上での主張に過ぎず、技術的な根拠はなく、危険性を軽視すべきではないとする意見。いかなる工業レベルであろうと資金を投入している以上、時が経つほど危険性が増すことは自明であるので、冷静に技術的レベルを分析して対策を練ろうとする考えであった。
- 楽観論の根拠に対する反論
  - (1)中国がかつて発展途上国で原始的な原爆の開発すら不可能といわれていたのに、実際にはミサイル搭載可能な小型核弾頭開発まで成功し、発展途上国に高度な兵器の開発は不可能という予測は一度外れていること
  - (2)北朝鮮のGDPは1.2-2兆円に過ぎないが、朝銀事件・日本のパチンコ業者からの送金・朝韓合弁事業収益・ミサイル輸出収益・麻薬偽札収益で国家税収を上回る収益を主として日韓から合法・違法に吸い上げており、その大部分を核ミサイル開発につぎ込んでいると推定されること[43]
  - (3)1994年CIA報告時点で原始的な原爆を持っており、1998年5月30日に事実上の核実験を行ったと考えられているが、それから15年以上も経過しており、小型化が進んでいるのを疑う合理的な根拠が見当たらない[44][45]
  - (4）北朝鮮は1994年に原始的核兵器を持っていた可能性が高く、1998年5月30日にパキスタンに委託して作動保証実験を行った可能性がある。この時の出力は15kt程度とされている[44][45]。
    - 2006年10月9日のNHKにて軍事評論家の江畑謙介が「（北朝鮮は）核弾頭を持ったと看なさざるをえない」との発言をした。海外でも、科学国際安全保障研究所の研究員らは2007年に北朝鮮は3個の小型核弾頭を持っている可能性があると報告しており[46]、GlobalSecurityの専門家などは、北朝鮮が実用的な核弾頭を持ったとする分析をしている。
    - 2008年に「核の闇市場」関係者のスイス人が逮捕されたが、そのPCから1960年代に中国で設計された弾道ミサイルに搭載可能な核弾頭設計図が発見され、小型核弾頭の設計図が闇市場で流通していたことが明らかになり、IAEAにおいては北朝鮮にその設計図が流れていると報告された[47][48]

  - (5)示威目的で20ktの出力を目指すという指摘には根拠がない。実際、2006年の豊渓里核実験場での北朝鮮初の公式核実験において、中国に対し、計画出力は4ktであるといった事前通告が行われている。（長崎型ファットマンは22kt）難度の高い小型でかつ低出力の核実験に挑んだ可能性があることは科学者等に指摘されていたが[49]、実際北朝鮮が申告した核実験のプルトニウム使用量は核分裂下限といわれる2kgで懸念が裏書された[50]。1990年にIAEAは北朝鮮の黒鉛減速炉で生成されたプルトニウムを解析しているが、通常のプルトニウム臨界量を確保さえすれば過早爆発を起こす可能性は極めて低い高品質のものだと判断しており、過早爆発という根拠は疑わしいものとなっている[51]。この時の核実験は0.8～2ktの出力だったとされるが、これはプルトニウムを限界以上に節約したため、設計された爆縮レンズの性能限界を超えるものとなり、計画出力に及ばなかったのだといわれている。しかし、4ktの低出力を出すには高度な技術が必要とされ、全くの不発ではなく0.8～2ktなら、及第点だとされ、これに関しては1998年5月30日にプルトニウム原爆の試験を行っていたため行えたことであろう、とされる。
    - 2009年に豊渓里核実験場にて4ktの核実験に成功している。2006年の核実験の再テストだといわれている。
    - 2013年に豊渓里核実験場にて7～40ktの核実験に成功している。強化原爆のテストではないかとされている。

以上のことから、慎重論の専門家らは1998年のパキスタンにおける代理核実験で基本的なプルトニウム原爆の爆縮レンズの作動確認を行い、2000年代までの核の闇市場からの技術移転で小型化への大いなる助けとなり、2006年の公式核実験では一定の成果は上げたが、少ない核物質でより強力な原爆を作ろうと模索し、2009年からは威力を増すための実験を繰り返した、と認識されている。しかし、これらの専門家の認識は必ずしも政府見解と一致するとは限らず、注意が必要である。日本やアメリカ、韓国は特に強い利害関係があり、北朝鮮の核による圧力の効果を減少するため、矮小化する傾向があることはEU系の公的機関から指摘されている。それを実証するかのような出来事も起きている。2013年4月11日、アメリカ国防総省傘下の国防情報局 (DIA) は、「北朝鮮の核開発は進展しており、一定の信頼性ではあるものの、弾道ミサイルに核弾頭を搭載することが可能とみられる」と報告書を出していたことが判明した。
しかし、これはアメリカ政府幹部にまでは情報が届いていない時点で明らかになったため、政府関係者がコメントを控える等の火消しに奔走する事態に発展しており、オバマ自らが否定する結果を招いた。
事実、これらの国々は北朝鮮を核保有国として認めることはあり得ないとしており、核実験が行われたという技術的な事実があっても核保有国としては扱っておらず、今後も技術的な事実の判断はともかく、外部へのプロパガンダの側面が強い公式見解においては矮小化を続ける政治判断が採られるだろう、と考えられた。

#### 脅威論への移行
2010年代後半以降北朝鮮のミサイル発射回数が増え、脅威であることが認識された。
北朝鮮は北朝鮮当局が運営に関わる組織である「わが民族同士」が「われわれには、世界が見たことも聞いたこともない現代的武器があり、それは単なる見せかけではない」などと主張する動画をインターネット上に公開したことがあるが、これは放射線強化型の原爆ではないか、といった指摘がある。
慶応義塾大学の小此木政夫名誉教授によれば、北朝鮮の核ドクトリンは戦術核と戦略核の開発の同時進行であり、武力衝突が起きた場合は通常兵器が老朽化し使える状態でないことから「核兵器を使用せざるを得ない」危険な状態だとしている。
2024年にはロシアと包括戦略条約を結んだ。北朝鮮の核兵器の能力の高まりから、アメリカがそれを放棄させることが困難になっている指摘。中国とロシアが抜け穴になることによる経済制裁の効果の薄れや、ロシアが北朝鮮との取引でロケットやミサイル技術などを提供するという、「安保理体制にも相当な衝撃を与えた」「安保理決議違反である」「危険な取引」の可能性や、北朝鮮が日本との交渉に応じずミサイル開発を進める現状などから、根本的な解決策がないことが指摘された。

### 国ごとの反応
かつて北朝鮮核問題についての日米韓の利害は微妙にズレがあり、3ヶ国の足並みの乱れの主因となっていた。アメリカにとって日本、韓国を狙う弾道ミサイルは射程上、遠いアジアのことであり、北朝鮮製の核兵器がテロリストの手に渡るのが脅威であったが、2010年代には実用に目処が出てきたICBMによって自国が直接攻撃されかねなくなったため、利害関係が変化した。日本にとっては朝鮮半島での戦争は自国にとって関係のない「対岸の火事」で、あくまで弾道ミサイルが脅威としている。韓国は首都ソウルが長距離砲の射程内であり、弾道ミサイルよりも通常戦力の脅威が主である。
アメリカと韓国は、1970年代から北朝鮮の核実験を警戒していたが日本は警戒が遅れた。2020年版防衛白書まで北朝鮮の核攻撃能力について言及がなかった。
- 日本 - 6ヶ国協議参加国。主たる懸念は中距離弾道ミサイルによる核、生物、化学攻撃、工作員やコマンド部隊の上陸。
  - 日本を狙う準中距離弾道ミサイル、中距離弾道ミサイルの解体と、それらを数年で核搭載可能にできる能力のある建設中の黒鉛減速炉（50MW/200MW）の解体およびウラン濃縮施設の解体が国民保護上の優先課題であるが、アメリカによる核施設限定空爆が引き金で戦争が始まりかねない韓国と異なり、このような懸念はやや「対岸の火事」視しているところがある。アメリカが何とかしてくれるという意見が多い。
- アメリカ - 6ヶ国協議参加国。主たる懸念はICBMやテロリストによるアメリカ本土大都市攻撃。
  - 「9.11」を経験したアメリカ人は核がテロリストの手に渡るのを恐れている。
  - 核施設限定空爆については、限定空爆については1994年に検討されているが、実施されなかった。北朝鮮が核武装した現在ではさらに困難となっている。地上軍の派遣はさらに論外との論調が多い。
  - ジャーナリストの李正宣によれば、2019年にハノイで行われた米朝首脳会談が失敗したことで、『北朝鮮の非核化が実質的に不可能になった』という悲観論が出始め、一部の核保有を容認する主張が増えているという[66]。
- 韓国 - 6ヶ国協議参加国。主たる懸念は戦争（核戦争の可能性を含む）。

- - 北朝鮮にあまりにも近いため、核兵器の技術水準よりもその激増の阻止、保有済みの原爆の解体に関心がある。ただし、北朝鮮の核施設への攻撃は戦争やソウルへの報復砲撃を招きかねないために日本より慎重姿勢。目先の通常戦争やソウル砲撃を恐れるあまり、北朝鮮の核武装を許してしまっている傾向がある。また、一部の韓国の左派は「北朝鮮が核を持っていれば、統一後に南の経済力と北の核を結び付けて周辺国を牽制できる」と考えている[67]。ただ北朝鮮が2019年のアメリカとの会談の失敗以後、繰り返しミサイル発射実験を行っていることや、ロシアによるウクライナへの侵攻、アメリカの核の傘に対する不信感などから、北朝鮮との勢力均衡（脅威均衡）のため独自に核武装すべきという声が高まっている[68][69][70]一方で、韓国の核武装には大きなコストがかかることによる実現性の低さに[71]、それがNET体制の放棄や[72]「1991年の南北非核化共同宣言を自ら破ることに」つながるため、「北朝鮮に核放棄を迫れなくなる」などの反対意見もある[69]。
- 中国 - 6ヶ国協議参加国。中朝関係を良くしておきたい中国としても難点で、北朝鮮の核武装を歓迎してはいないが、取り組む優先順位度は低い。
  - 2020年のメタ分析によると、2012年以降の北朝鮮核問題に対する中国の学者の見解は、北朝鮮は確かに欧米との対立の緩衝材として機能してきたが、北朝鮮の核ミサイルは中国にとって厄介なだけでなく、米韓同盟を強化する中国にとっても悩みの種であるというものであった。しかし、学者の中には、北朝鮮の核開発を支援すべきだという意見もある。もちろん、中国の政治的立場だと言って、アメリカの誠実さを疑問視する声もある[73]。
  - 北朝鮮に対する核武装阻止の意欲は高いとはいえない。防衛省防衛研究所統括研究官の武貞秀士らによれば、中国・ロシアにとってもNPTが崩壊し日本・台湾・ベトナム・バングラデシュ・中東・欧州諸国・韓国がインド・パキスタン・北朝鮮に続いて核武装するような事態になれば、不安定な小国が保有する核に取り囲まれることになるため、中国・ロシアも北朝鮮の核武装を歓迎してはいない。
  - しかし中国にとっての第一優先はアメリカ・韓国の軍が北上してくる不安と、それにより北朝鮮を占拠し金正日から続く世襲政権がイラクのフセイン政権やリビアのカダフィ政権同様に転覆され、同盟国である北朝鮮がアメリカの支配下に入ることを阻止することであり、第二優先は北朝鮮が中国から離反してアメリカ陣営にとりこまれるのを阻止すること、第三優先は国連安保理で北朝鮮の武力制裁決議に反対して、アメリカの北朝鮮に対する武力制裁を阻止しつつアメリカと中国との関係は良好に保ち、アメリカから円滑に東アジアの警察国家の地位を継承すること、第四優先はアメリカが北朝鮮へ制裁しようとする態度に協力することで、日本がNPTを脱退して核武装に向かった場合、中国主導の対日制裁にアメリカも協力させる布石とすること、であって「北朝鮮の核武装阻止・非核化」自体は中国にとっては上記4つの目的より遥かに優先度が低いといわれる。つまり、アメリカ軍の北朝鮮への侵攻を阻止し、アメリカへ中国の好感を維持するため見かけ上協力はするが、実際に協力してしまうと北朝鮮が中国から離反しても困るし北朝鮮をまとめきれる勢力が現政権以外にはないため、中国は同盟国である北朝鮮を本気で締め上げるつもりはないとの観測が日本では多い。
- ロシア - 6ヶ国協議参加国。
  - ロシアは以前、北朝鮮の核武装(2010年12月時点では核濃縮施設の存在)に対し「深刻な懸念を表明」していたが[74]、2022年のウクライナ侵攻でロシアと西側の関係が悪化してからは一転して包括戦略同盟を結ぶなど[75]北朝鮮への関与を強めており[76]、近藤大介は「明らかに」国連決議に「違反」する「『制裁破り』を堂々と行っている」と評した[77]。

## 核実験の影響
北朝鮮の地下核実験場となっている豊渓里の万塔山一帯には地下空洞が存在し、2017年9月の地下核実験の直後には一部が山崩れを起こし小規模な地震も複数発生している。
2017年10月31日、テレビ朝日は豊渓里の地下坑道で9月10日頃に崩落事故が起き約200人が死亡したと報じたが、朝鮮中央通信はこの報道を否定した。
韓国の気象庁は豊渓里の万塔山での追加核実験や地震による陥没での放射能物質の外部漏出のおそれを指摘しており、ソウル大学教授の徐鈞烈も万塔山での追加核実験は困難であり山が崩壊した場合には偏西風で北海道からアラスカに放射性物質が飛散するおそれがあると指摘している。
2023年2月21日、韓国の「転換期正義ワーキンググループ」の報告書によれば、核実験場の周囲にある8つの市や郡に放射性物質が拡散した可能性があり、北朝鮮から韓国、中国、日本に密輸入されたものからも、放射性物質の影響を受ける可能性があるとしている。

## 年譜

### 1955年から1993年まで
- 1955年：金日成が核物理学研究所を設置して、南朝鮮革命論を主張して在韓米軍撤退のために核開発を開始[82]
- 1956年：アメリカ極東海軍司令官で朝鮮戦争停戦協定の上級国連代表部であったC・ターナー・ジョイが中国や北朝鮮など共産主義国家による交渉手法を解説した「共産主義者の交渉手法（How Communists Negotiate）」を出版[83]
- 1965年：金日成が核兵器開発に公式に言及。ウラン235を大量採掘したと喧伝開始[82]。
- 1968年
  - 1月21日 - 朴正熙の暗殺を狙った襲撃(青瓦台襲撃未遂事件)[84]
- 1968年10月30日-11月3日：北朝鮮の武装工作員が韓国に密入国して、韓国人殺害（蔚珍・三陟武装共匪浸透事件）[84]
- 1976年8月18日：ポプラの木を切る国連側の大尉・ボナファスと中尉・ベリトを北朝鮮が斧で殺害（斧蛮行事件）
- 1983年：核開発に必須な高性能爆薬実験開始[82]。同年10月9日に大統領の全斗煥を含めた韓国政府関係者を狙ったビルマを訪問していた韓国の閣僚などミャンマー人らを含む21人が北朝鮮工作員によるテロで死亡（ラングーン事件）。
- 1986年9月14日：ソウル・アジア競技大会の開幕1週間前に、北朝鮮から依頼を受けたテロ組織が金浦空港に設置した爆発物で5人が死亡、29名が負傷(金浦空港爆弾テロ)[85][84]
- 1987年
  - 姜哲煥が北朝鮮の収容所から脱北[86]。11月29日に政治局常務委員の金正日の指示を受けた北朝鮮工作員が日本人に偽装して大韓航空機を爆破（大韓航空機爆破事件）。当時の北朝鮮外相で、国会に相当する最高人民会議常任委員長を務める金永南が直前までウガンダに五輪ボイコットを要請するなどソウル五輪を全力妨害。韓国大統領の全斗煥は反対したが、アメリカは五輪開催前に北朝鮮の孤立化を防ぐことで、「おろかな行動を未然に防止できる」と説得し、同年3月から6月に世界各地で6回接触。アメリカは北朝鮮に第三国での米朝の外交官接触禁止を緩和して、北朝鮮が南北間の対話再開などに応じれば、人道名目で貿易するというシグール構想を提案。しかし、レーガンは11月の大韓航空機爆破事件を受けて、北朝鮮を「テロ支援国家」に指定。シグール構想も撤回[87]
- 1987年12月：ホワイトハウスでの米ソ首脳会談でレーガンに書記長のゴルバチョフが北朝鮮側の依頼を受けて、「南北で構成された連邦共和国の創設」「南北それぞれ10万人未満に兵力削減」「核兵器を含めたすべての外国軍隊の朝鮮半島からの撤退」「南北が署名する不可侵宣言」「休戦協定を平和協定で代替」「南北の軍を統合」「南北が第三国と締結した民族の団結に反するあらゆる協定・条約の破棄」「連邦共和国という単一国号での国連加盟」との北朝鮮の要望を伝達[88]
- 1989年：約80t⁄年の使用済み核燃料を再利用可能とする再処理施設を稼働[89]
- 1991年12月：社会主義の没落で守勢に追い込まれたことで南朝鮮革命論から連邦共和国論を主張するようになった金日成は、最終的に韓国大統領の盧泰愚と朝鮮半島における非核化、南北は体制の認定と相互不可侵を盛り込んだ「基本合意書」に合意しに関する共同宣言に合意。南北合意第1条「体制保障」で武力使用の禁止も明記、非核化共同宣言も同時に出され、南北は核兵器やその製造施設も持たないと約束。合意時にも国家主席の金日成は「自国は核開発をする能力も意図もない」と表明。北朝鮮はIAEAと核査察協定を調印する代わりに、米韓軍事演習中止と韓国にあった核兵器の撤去に成功。韓国では2018年時点でも合意は有効とされているが、金日成一族は韓国の北朝鮮への統一不可能としている在韓米軍撤退が盛り込まれなかったことから「体制保障」が盛り込まれたにもかかわらず、 合意後も南南葛藤を起こすために韓国を武力攻撃や統一のために核開発するなど不履行[90][91][82][92]。
- 韓国で金泳三が大統領に就任。就任の挨拶で金泳三大統領は「同盟は民族以上のものではない」と宣言。北朝鮮に融和路線を提示[93][94]。
- 1992年8月24日：中国と韓国が北京で国連憲章の原則と主権と領土保全の相互尊重主権、相互不可侵・内政不干渉、相互の平等と互恵、台湾は中国の一部、朝鮮半島の平和統一支持を骨子とする中韓修交共同声明(中韓国交成立)。しかし、その後の1999年のにんにく騒動やTHAAD報復など「台湾は中国の一部」という中国に有利な内容以外中国側は無視。にんにく騒動では金大中政権は「中国産ニンニクに対する韓国側のセーフガード（緊急輸入制限）措置をこれ以上延長しない」と中国側と秘密合意。交渉当時に通商交渉本部長を務めていた青瓦台経済首席秘書官の韓悳洙、次官補を務めていた農林部次官の徐圭竜などが2002年の合意発覚後に更迭[95]。
- 1993年3月13日：金泳三は就任1ヶ月足らずで未転向長期囚を無条件で北朝鮮に渡すなどスタートから融和路線していたが、北朝鮮がNPTからの離脱を宣言し、韓国に対して「ソウル火の海」と脅迫されるなど核への脅威を受けて北朝鮮への路線転換[90][92][93]

### 1994年から2000年まで
- 1994年
  - 6月：北朝鮮がIAEAからの脱退を宣言
  - 10月21日：アメリカと北朝鮮国内での核開発の凍結、NPTへの復帰を条件に国交の正常化への道筋を含む「核枠組み合意」を締結。アメリカは北朝鮮に軽水炉の提供や以後北朝鮮に毎年食料と50万tの重油を供与。北朝鮮のミサイル輸出が問題になる。北朝鮮は合意後も秘密裏にプルトニウム抽出やウラン濃縮など核開発を続ける[90][91][24][23]。
- 1996年9月15日-9月18日：北朝鮮の武装工作員がサンオ型潜水艦を用いて密入国し、韓国へ浸透攻撃。(江陵浸透事件)[90]。
- 1997年
  - 2月：稼働している工場は屑鉄の山を産みだしている軍需工場だけで5年以内の北朝鮮崩壊目前であったため、「主体思想の代父」と呼ばれた北朝鮮幹部で朝鮮労働党秘書の黄長燁が韓国に亡命し、「私が望むのは北朝鮮の人民を一日も早く飢餓から救い、祖国の平和的統一を成し遂げることだ」として北朝鮮の民主化運動支援開始。北朝鮮の核開発に失望していた金泳三は歓迎した。しかし、数ヶ月後の北朝鮮支援を主張する太陽政策論者の金大中への政権交代による韓国政府の約束違反で「招かれざる客」として入れ替わるように冷遇され、盧武鉉政権発足後の2003年には韓国政府機関から呼びつけや追い出しなど苦難を受ける。「悲運の亡命者」となって、北朝鮮への融和を主張する韓国政府によって訪米を禁止されて北朝鮮から命を狙われ続け、北朝鮮の崩壊を最も望む国は韓国だと信じていたが、韓国は北朝鮮の崩壊を防ぐための金正日政権を支援する国だったと回顧[93][96][97][98][99][100]
- 12月18日：大統領選挙に北朝鮮への融和主張する金大中が当選[101]
- 1998年
  - 4月：金大中は「南北経済協力活性化措置」を発表。韓国企業に対北朝鮮事業を積極的に奨励[102]。
  - 6月22日：韓国海軍が韓国江原道束草で漁網に引っかかった北朝鮮のユーゴ型潜水艇の中から秘密文書や機器などを処分後に工作員に射殺された乗組員5名と、その後自決と見られる工作員4名の計9体の遺体発見[90]
- 1999年6月15日：第1延坪海戦[82]
- 2000年
  - 6月9～12日：韓国の金大中政権が現代グループを通じて4億5000万ドル(約450億円)を北朝鮮へ違法送金。6月11日に現代商船が調達した2億ドルは金正日の海外秘密資金口座である中国銀行のマカオ支店の｢DAESUNG BANK-2｣名義の口座、他には東北アジア銀行のシンガポール口座などへと送金。朝鮮労働党39号室も関わっていたことが後の韓国における2003年の対北不法送金事件の捜査で発覚。金大中もメディアのインタビューで関与を認めた。対北送金の特別検察は首脳会談との関連と送金違法性のために、関連者に執行猶予を含む有罪判決。後に関係者に恩赦[103][104][105][106]。
  - 6月13～15日：韓国政府が5億ドル（約530億円）を北朝鮮に供与したことで初の南北首脳会談開催[107]。韓国大統領の金大中は金正日による南北首脳会談で南北共同宣言を発表し、陸路での金剛山観光や開城工業団地の稼働など韓国からの経済協力事業が次々と開始される[90][91]。

### 2001年から2006年まで
- 2001年：金大中政権が3000億ウォンの追加対北送金のために国家機関と6つの都市銀行を動員[108][109]。金正恩はスイスから帰国し、3月に「毎日のように馬に乗り、ローラーブレードもし、バスケットもし、夏にはジェットスキーをし、プールで遊んだりもするが、一般の人民はどのように暮らしているのか」と発言。後の執権後の北朝鮮国内の現実とかけ離れた指示をしていることから専門家から北朝鮮の庶民のことを知らないことの裏付けと指摘[110]。
- 2002年
  - 6月29日：北朝鮮による韓国への領海侵犯と攻撃(第2延坪海戦)[82]
  - 10月：アメリカ特使のジョン・フォーブズ・ケリーが北朝鮮を訪問。北朝鮮が枠組み合意でのプルトニウムによるものでなく、さらに危険な高濃縮ウランで核開発に移行していたことが発覚[111]。
- 2003年
  - 1月：NPTからの脱退を再度宣言。1994年の枠組み合意が破棄される。アメリカは1994年から行ってきた北朝鮮への重油の供与を停止[91][24][92]。
  - 8月：日本、アメリカ、中国、ロシア、韓国、北朝鮮が参加した6ヶ国協議が開始[112][92]
- 2005年
  - 2月：北朝鮮が核兵器の保有を宣言[90]
  - 6月17日：北朝鮮指導者の金正日が平壌で韓国統一部長官の鄭東泳(チョン・ドンヨン)と面会した席で、「我が共和国(北朝鮮)は核兵器を持つべき理由がない」と初の非核化の意思表明[113]
  - 9月19日：中国を議長国として日本、アメリカ、ロシア、韓国、北朝鮮が参加した第四回6ヶ国協議にて、北朝鮮が全ての核兵器を廃棄すると約束した共同宣言を採択[92][112][114]。共同声明時点で裏では地下施設で高濃縮ウランを使った核爆弾の開発に進行していたため、不要で放置状態だったプルトニウム抽出用の5MW原子炉をわざと整備工事をした。これは2008年6月に「核開発を放棄した」との嘘を国際社会に発信するための冷却塔爆破パフォーマンスに利用することで北朝鮮は時間稼ぎに成功[115]。
- 2006年
  - 4月19日：元大統領の金泳三は「親北左翼勢力がこれ以上この国を振り回せないよう徹底的に警戒し、闘争しなければならない」「金大中・盧武鉉政権を経て、この国(韓国)は親北左翼勢力が大きなことを言う正体不明のおかしな国になった」「金正日政権は銃刀を前面に出して住民を抑圧し、狂信的な洗脳で体制を維持する暴力集団だ」「ほとんど死にかけていた金正日独裁政権を国民の税金で今まで延命させたのは、金大中前大統領が犯した歴史的罪悪だ」と主張[116]
  - 7月：長距離弾道ミサイルを発射
  - 10月9日：北朝鮮が初の核実験を実施[112][92]
  - 10月9日：元朝鮮労働党書記の黄長燁は回顧録に韓国での生活を加えた改訂版を出版[100]
  - 11月6日：黄長燁は「北朝鮮が核実験を実施したのに、何の反応もない安全不感症に(韓国を)導いておきながらも、太陽（包容）政策が正しかったと主張するのは、歴史上最大の欺まんだと考える」「太陽政策は金正日戦略に同調するのと同じだ」と述べた。 太陽政策と先の北朝鮮核実験の関連性について、「ほぼ死にかけている金正日を生き返らせたのは太陽政策の結果」として太陽政策を「(北朝鮮の)核武装を容認し、生物・化学兵器など北朝鮮の軍事力強化を助け、韓国国内の親北反米分子を助けるのにも使われる」、韓国国内の親北反米勢力を「金正日への協調勢力というのは間違いない。平和主義者という仮面をかぶっている」と批判。中国にとって北朝鮮の存在価値を「資本主義的な自由民主主義が中国に押し寄せるのを防ぐこと以上の価値はない」と主張[117]。

### 2007年から2011年まで
- 2007年2月：北朝鮮が重油提供と原子炉停止・年末までに核開発活動の全てを公表・第五回6ヶ国協議にて合意。アメリカ大統領のブッシュに凍結された在米資産2500万ドル（約26億円）の返還要求[23]。
  - 6月：在米資産2500万ドル（約26億円）が北朝鮮に返還されたが、北朝鮮は核開発活動の公表の約束を守らなかった[23]
  - 10月：韓国大統領の盧武鉉と北朝鮮指導者の金正日による二回目の南北首脳会談[90]。金正日との会談で、盧は14兆3000億ウォンの韓国国民負担が伴う北朝鮮の鉄道と高速道路の改修・補修、造船複合団地の提供などを約束。総額15兆ウォン（約1兆5000億円）規模に上る数々の北朝鮮への経済支援事業に合意した上に[118]黄海のNLL近隣水域という韓国の水域を事実上放棄する内容もあったため、南北首脳会談の対話録公開問題に発展となるが[119]。ハンギョレは4日に<북핵 불능화 합의문 서명(北朝鮮の核無能力化の合意文に署名)>と報道[120]。
  - 11月22日：盧武鉉政権が国連の「対北朝鮮人権決議」を棄権した国連北朝鮮人権決議棄権事件。シンガポールで北朝鮮から棄権を求める要求文書。韓国側の要求で既に北朝鮮に致命的な条項が抜いたことで棄権までしたら更に譲歩を要求されると北朝鮮人権決議案への賛成を求める外交通商部長官の宋旻淳と棄権を支持する他の韓国政府出席者らの間で論争が激化し、18日に国家情報院長の金万福が北朝鮮に直接意見を求めることを提案、統一部長官の李在禎と青瓦台民政主席秘書官の文在寅がこの提案に賛成し、北朝鮮の立場を確認後に棄権していた事が宋旻淳で2016年の回顧録で記述していたことが発覚。文が否定したことで宋、「（政府が）棄権決定を（北朝鮮に）通知したとすれば、（文書の内容が）棄権に対する答えと解釈されるのか」と盧武鉉政権にて文らが北朝鮮の意向を反映させたのは事実と批判し、盧武鉉政権当時の2007年11月に国連北朝鮮人権決議案の表決をめぐって、当時の国家情報院長の金万福らが北から連絡を受けた証拠文書を2017年4月20日に公開[121][122][123][124][125]。実際に盧武鉉政権は2003年の初の北朝鮮人権決議以来、2004、2005年も棄権。核実験を強行する北朝鮮への国際社会の批判の高まりを受けて、2006年のみ唯一の賛成票[126]。

- 2008年5月：北朝鮮はアメリカにテロ支援国家の指定解除を要求[23]
  - 6月27日：アメリカ大統領のブッシュによるテロ支援国家指定解除表明を受けた措置として、北朝鮮はアメリカ国務省朝鮮部長のソン・キムらを参加させ、半月以内に再建出来る寧辺にあった1986年建造した5000kW黒鉛減速炉の冷却塔を爆破する現場にCNNや日本のTBS、韓国MBCテレビなど国外のマスコミ招待した。そして6者協議の成果を誇る狙いと「政治的ショー」を目的に冷却党爆破を報道させた[127]。地下施設で高濃縮ウランを使った核爆弾の開発に移行していたため、既に必要なくなった原子炉冷却塔の爆破で「単なるショー」だったと確定[128]。北朝鮮は翌年の5月には2回目の核実験を実施[129]。
  - 7月11日：53歳の韓国人女性観光客が金剛山観光で砂浜を歩いているところを北朝鮮軍の兵士に殺害された。北朝鮮は入ってはいけないと止めたにもかかわらず、逃げ出したので射殺以外に選択肢がなかったと主張した。韓国は現地調査を要求したが、北朝鮮はそれを拒否して、「すべての事実が明らかであり、すべての責任は被害者と韓国の責任である」と主張した。この射殺事件の結果、韓国政府は北朝鮮との観光事業を中止[130]。
  - 10月：アメリカは北朝鮮へのテロ支援国家指定を解除[23]
  - 12月：核施設凍結のための6ヶ国協議の首席代表会合が開催[112]

- 2009年4月：長距離弾道ミサイルを発射。国連安全保障委員会から批判された北朝鮮は6ヶ国協議から脱退し、核査察官全員を国外追放した[25]。
  - 5月25日：冷却棟爆破パフォーマンスで稼いだ時間で2度目の核実験を実施[90][112][131]

- 2010年3月26日：韓国海軍の哨戒艦である天安が北朝鮮偵察総局長である金英哲の指示した魚雷攻撃を受けて爆沈し、韓国軍兵士46人が死亡。(天安沈没事件)[132][133][134][133]。
- 5月：国際合同調査団が「天安」爆破・沈没の実行犯は北朝鮮だと指摘。野党だった民主党(当時、後に「共に民主党」に改名)や支持者など左派は「フィクションだ」と主張[135]。
- 6月：韓国国会において、北朝鮮糾弾決議案採決で左派野党議員70人のうち69人が反対票[136]
- 10月：韓国系アメリカ人らの寄付で出来た平壌科技大が開学。2018年時点で「電子コンピューター工学」「国際金融・経営」「農業・生命科学」の3学部があり、学部生約300人と大学院生約70人の男子のみ在学[137]。
- 11月：プルトニウム方式よりも効率の高い高濃縮ウラン方式で核開発を進めていた事実が発覚したことで北朝鮮はジュネーブ合意は破棄宣言。北朝鮮は「ウラン濃縮施設は保有していない」と強く否定していた。しかし、その高濃縮ウラン方式で核開発が終わったため、寧辺でウラン濃縮施設をアメリカの核専門家で国際安全保障協力センター（CISAC）専任研究員で博士のジークフリード・ハッカーに施設内の1000台以上の遠心分離機を公開し、ＨＥＵ核兵器開発能力を誇示。2017年末にハッカーは「金正恩が米朝首脳会談を提案した理由は、単に『核・経済並進路線』を実行に移すためでしかないだろう」と明かし、「核開発は十分に進んだので、今後経済発展の方向に目を向けるためワシントンを利用したい」と判断したのだと指摘[138][89][139]。 23日に北朝鮮による韓国の大延坪島への砲撃で韓国の海兵隊員2名と民間人2名が死亡、海兵隊員16名と民間人3名が重軽傷(延坪島砲撃事件)[90]。

- 2011年2月12日：民主統合党(現:共に民主党)の大統領候補である文在寅が韓国日報とのインタビューで「金大中と盧武鉉政府を経ながら国家連合、あるいは低い段階の連邦制ができるという希望を抱くほどになった」と発言[140]。

### 2012年から2018年まで

#### 2012年
- 2月：「天安」爆沈や延坪島砲撃事件など韓国の挑発に成功させた功績を祝うために北朝鮮は金正日の誕生日の時期に合わせて金英哲を昇進[133]。
- 2月29日：金正恩体制で初の核実験の中断と国際原子力機関査察に合意。アメリカと北朝鮮が協議して、北朝鮮がウラン濃縮や核実験やミサイル発射などの中止、国際原子力機関（IAEA）による監督を受け入れることを条件に、アメリカは北朝鮮に24tの食糧援助を行うことを合意[24][141][112][92]。しかし、2カ月も経過していない4月13日に長距離ミサイルを発射して米朝合意不履行[142]。
- 4月13日：最高人民会議第12期第5回会議にて朝鮮民主主義人民共和国社会主義憲法が改憲され、「我が祖国を不敗の政治思想強国、核保有国、無敵の軍事強国に変える」と憲法に自国は核保有国と明記[143][144]。 光明星3号1号機を「人工衛星を打ち上げ」としたものの、長距離弾道ミサイルを発射。国連が非難声明、北朝鮮が2月29日の米朝間合意を破棄[24][92]。
- 8月：文在寅民主統合党大統領候補が  「金大中大統領が夢見ていらした国家連合、あるいは低い段階の連邦制くらいは、政権交代を通じて次の政府で必ず成し遂げる」と述べる[145]。
- 12月：長距離弾道ミサイルを発射。「人工衛星」の軌道への投入に成功と発表。

#### 2013年
- 1月：国際連合安全保障理事会、北朝鮮に対する制裁を強化する決議を採択。
- 2月：3度目とされる核実験を実施。
- 12月12日：金正日・金正恩体制における実質的なナンバー2だった張成沢が甥の金正恩の命令によって機銃掃射で処刑後に、遺体を火炎放射器焼却[146]。

#### 2014年
- 2014年3月：日本海に向けて中距離弾道ミサイル、ノドンを2発発射。

#### 2016年
- 1月：4度目とされる核実験を実施。「水素爆弾の実験に成功」と発表。
- 7月：太永浩駐英北朝鮮公使が亡命[147]。
- 8月4月：韓国側の非武装地帯に仕掛けられた北朝鮮による地雷で20代の韓国人兵士ら二人が両足を切断する重傷。(非武装地帯地雷事件)[148][149][150]。
- 9月：5度目とされる核実験を実施。核実験を受けて、慶尚北道星州のゴルフ場に北朝鮮の核・ミサイルのために在韓米軍の高高度防衛ミサイル（THAAD）配備することを米韓合意[151]。

#### 2017年
- 2月13日：金正日の長男の金正男がマレーシアのクアラルンプール国際空港で、マカオへの出国手続きのためにエアアジアの自動チェックイン機を操作している最中に金正恩の命令を受けた北朝鮮の工作員にテレビ番組と称して依頼を受けていた女性二人により毒殺
- 4月：星州にTHAADのランチャー2基が配置。以降にTHAAD配備反対派団体や一部地域住民が配備基地から2キロ地点に検問所(2017年9月7日以降は「1次検問所」)を違法設置[152]。以後、2018年4月末時点でも韓国政府が積極的措置を取らないため2017年9月と11月のそれぞれTHAAD装備や建設重機などを基地配備するために1日退かした以外に配備基地への出入りを勝手にコントロール[153][154]。
- 5月：文在寅大統領就任。文大統領は直後に「THAADランチャー4基搬入の報告漏れ」を理由にTHAAD配備手続きを強制中断[155]。
  - 6月：約1年半北朝鮮国内に拘束されたバージニア大学生のオットー・ワームビアが解放直後に死亡。アメリカ政府はアメリカ国民の渡航を原則禁止措置[156]。
- 7月7日：2016年以降から北朝鮮の木造漁船や武装漁船による日本の排他的経済水域内での違法密漁が多数確認されていた中、イカやカニの好漁場で日本の排他的経済水域内にある大和堆の海域に北朝鮮の武装漁船が出没。エンジン付きのゴムボートで急接近してきた北朝鮮人は、自動小銃を水産庁の取締船に向け、取締船の周囲を回るなどの威嚇行為を約50分間続けた[157]。
- 7月28日：北朝鮮が大陸間弾道ミサイル(ICBM)級の火星14をロフテッド軌道で発射し、日本海の排他的経済水域(EEZ)内に落下[158]。翌29日に北朝鮮によるミサイル発射を受けて、文大統領は「THAADランチャー4基を臨時配備したい」と方針転換を表明[159]。
- 8月：北朝鮮が「ソウルを火の海にしてやる」などと韓国を脅迫[160]。29日には日本上空を通過するミサイルを発射。
- 9月3日：6度目とされる核実験を実施[161][90][92]。
- 9月7日：核実験を受けて配備されていなかった残余のランチャー4基が追加搬入。以降からTHAAD配備反対派団体や一部地域住民が新たな検問所(2次検問所)を配備基地から1キロ地点に違法設置以降に北朝鮮の核・ミサイルのために臨時配備されたHAADに必要な建設資材や装備の搬入が妨害されているため、肝心な運用のための慶尚北道星州での基地工事が事実上ストップし始める[162]。
- 9月14日：韓国の文在寅政権が北朝鮮への「人道支援」として国連児童基金（ユニセフ）や世界食糧計画（ＷＦＰ）を仲介して800万ドル（約800億9000万円）相当の人道支援を実施を決定したことを発表[163]。
- 10月:国連の専門機関である国際民間航空機関（ICAO）は北朝鮮が事前通告なしでの相次ぐ弾道ミサイル発射が旅客機の運航に重大な危険を及ぼしているとして、理事会で北朝鮮への非難決議[164]。
- 10月31日:豊渓里核実験場崩落、北朝鮮で多数の死傷者が発生。
- 11月：南北国境の板門店共同警備区域（JSA）を通って銃撃を受けながら北朝鮮兵士が初の脱北・亡命[165]。
- 12月：2016年時点で国連特別報告書によると10万人いる核開発など外貨獲得を目的としている北朝鮮政権によって海外で奴隷労働させられている北朝鮮国民(北朝鮮による奴隷労働)を2年以内に北朝鮮に送還を義務付ける対北朝鮮制裁を国連安全保障理事会で採択[166]。

#### 2018年
- 1月1日：金正恩が新年の挨拶で核兵器を「北朝鮮政権の強力な宝剣」と宣言し、「北朝鮮が永久的な核強国という現実を米国は認めなければならない」という決意を明確にした[167]。
- 2月15日：平壌市内で開催された金正日総書記の誕生を祝う中央報告大会にて、金正恩の最側近の崔竜海党副委員長が「核開発と経済発展を同時に進める並進路線を維持し、自衛的な核抑止力をさらに堅固なものにする」との演説を朝鮮中央テレビで放送[168]。
- 2月16日：北朝鮮の機関紙である労働新聞は故金正日総書記の生誕記念日に、「将軍様(金正日)の先軍革命の業績を輝かせ、世界最強の核強国、軍事強国としての威容を一層高くとどろかせなければならない」として金正日時代の核開発を「業績」として強調[169]。
- 2月23日：天安爆沈事件遺族や生き残った兵士らが金英哲朝鮮労働党中央委員会副委員長の来韓に反対する共同声明を発表[170]。
- 2月25日：北朝鮮ハッカーの拠点である中国瀋陽のあるホテルで防諜業務を総指揮して、核やミサイル開発に必要な闇取引を担当していた国家保衛省海外反探局（スパイ担当部署）トップ3で中国、ロシア、東南アジアで活動する工作員の総監督だった50台後半で金日成の父親の一族直系の康大佐等がヨーロッパに亡命目的の逃亡。衝撃を受けた金正恩は刺客を追加したが殺害失敗[171][172]。
- 2月27日：ワシントンDCで開かれた米国北朝鮮委員会（NCNK）主宰の北朝鮮問題セミナーにて、文在寅政権の統一・外交・安保特別補佐官を務める文正仁延世大名誉特任教授が「韓国の大統領が在韓米軍に出て行けといえば出て行かなければいけない」と主張[173][174]。
- 2月末:中国は国民の訪朝規制を全廃、北朝鮮ツアー公告禁止を停止[175]。
- 3月5日：金正恩と文大統領による韓国特使団5人との会談で労働新聞や朝鮮中央通信など北朝鮮国営メディアは金正恩の言葉を党第1副部長で妹の金与正と党統一戦線部長の金英哲がペンを置いている瞬間も南側の全員が熱心にメモを取っている様子を報じた。これには盧武鉉政権で国家情報院次長だった廉燉載成均館大学招聘教授などから「金正恩同志のお言葉を漏らさず書き取る南朝鮮大統領の特使団」という宣伝材料を北朝鮮に提供したとの批判[176][177]。
- 3月6日：韓国の文在寅大統領と金正恩による3回目の南北首脳会談を合意したと発表[90]。アメリカ政府高官は8日にホワイトハウスにて記者団に北朝鮮の恒久的な非核化が目的であり、「その結果以外は受け入れない」とした[178]。文大統領による特使団が平壌に滞在した6日朝に、北朝鮮の労働新聞は「核武力は正義の宝剣」、「核をより強く握る」と主張[179]。合意内容が「北朝鮮の核廃棄」ではなく、「朝鮮半島の非核化」を指すものだと指摘され、韓国が最初にアメリカの核の傘や在韓米軍を放棄すべきだと要求してくる可能性が指摘[27]。国家安全保障問題担当補佐官となるジョン・ボルトンは「北朝鮮との対話の度に、毎回『騙されるおめでたい奴』があらわれる」と指摘[180]。
- 3月9日：韓国政府は訪朝団が金正恩による親書を8日の訪米時にトランプ大統領に渡したとの報道について、「早期に会うことを望む」とのメッセージを口頭で伝えただけで「親書はなかった」と否定した[181]。アメリカ政府はトランプ大統領と金正恩の会談の日時と場所は後に決定するとした上で、北朝鮮の非核化が確認まで「全ての制裁と最大限の圧力は継続される」と発表[182]。マイク・ペンス副大統領は北朝鮮が対話に応じたのは国際社会の圧力が効果を発揮したこと、「具体的で恒久的であり検証可能な非核化が必要だ」として非核化が確認出来るまで全ての制裁は維持されると強調した。この時点までで、北朝鮮の国営メディアは、米朝首脳会談について報じていない[183]。
- 3月10日：北朝鮮の立場を代弁する在日本朝鮮人総連合会（朝鮮総連）機関紙の朝鮮新報がホームページに掲載した米朝首脳会談に関する記事を削除[184]。トランプ大統領は金正恩との直接会談について、「私は早々に退席するかもしれないが、話し合った結果、北朝鮮自体を含めた世界中の国にとって最高の合意に達するかもしれない。」と述べる[185]。
- 3月12日：訪朝した韓国特使の徐薫国家情報院院長は「平壌で金正恩党委員長と会った結果、それにトランプ大統領に会った結果を、忠実に安倍総理に説明します」として訪日[186]。韓国統一部の白泰鉉報道官は予定されている米朝首脳会談に10日の朝鮮新報記事削除を除き、北朝鮮が公式反応をしていないことに言及[187]。
- 3月13日：対話派のティラーソン国務長官をトランプ大統領が電撃更迭[188]。本人に電話で通告され、国内外のマスコミにはトランプ大統領のTwitterで知らされた[189]。韓国外交部は13日午後の定例会見で外交部長官の訪米と韓米外相会談の計画を発表したばかりだったが、それからわずか数時間後に会談の相手が解任された。訪米直前に韓国外交部(省)の康京和長官が事前に予定されていた米国国務相に会えないことになり、韓国外交部がパニックに陥る[190]。
- 3月14日：北朝鮮が朝鮮労働党機関紙である労働新聞にて「南朝鮮人民が望むのは招かれざる客である米帝侵略軍の無条件撤退」「(在韓米軍駐留は我らが民族に)莫大な被害と災害をもたらした。謝罪して、賠償しなければならない」と主張。中央日報はこの主張の目的を南北関係の改善の雰囲気を活用して南南葛藤を助長し、北・米間の交渉の主導権を握る通南封米戦略だと分析[191]。
- 3月16日：アメリカ国務省は国務長官代行のジョン・サリバン副長官が韓国外交部(省)の康京和長官と対話後に「「米朝首脳会談は歴史的機会かつ国際的『最大圧力』が奏功している証拠であり、これを維持すべきだという点で意見が一致した」、「北朝鮮政権が非核化に向け信頼できる、検証可能で具体的な措置を取るまで北朝鮮に対する国際社会の圧力が続かなければならない」と発表し、日本の河野太郎外相との日米外相会談で「米朝首脳会談は歴史的機会で、国際社会の最大圧力作戦が効果があり継続して施行されなければならない」ということで一致したと声明。北朝鮮が大陸間弾道ミサイル（ICBM）を発射した地域一帯を衛星写真で撮影・分析した結果、記念碑と工事の様子が報道され、朝鮮日報は「韓国の対北朝鮮特使団は核・ミサイル追加実験の中止と非核化の可能性に言及したが、北朝鮮は実際には核・ミサイル強国になったとの広報活動に熱を上げている」と指摘。国連安全保障理事会対北朝鮮制裁委員会で公開された2018年年次報告書でも、北朝鮮は海上での物資積み替え（瀬取り）により鉄鉱石・石炭・銀鉱石・亜鉛・ニッケルなど輸出が禁止されているほぼ全ての鉱物をシリア・ミャンマー・モザンビークなどに武器と共に違法で売っており、2017年の一年間で最小2億ドル（約212億円）を稼いでいたことでより強力な制裁を提案[192][193]。
- 3月20日：スウェーデンの国連大使が「国連安保理制裁を継続する必要性がある」と首都のストックホルムを訪れた北朝鮮の李容浩外相らに伝達[194]。
- 3月25日：訪日したオバマ前大統領が「北朝鮮は現実の脅威で周辺国のみならず全世界にとって深刻な脅威となる兵器やミサイルの開発計画を進めてきた国だ」と都内イベントで強調。安倍首相と面談[195]。
- 3月26日：金正恩か妹の与正とみられると北朝鮮要人が北朝鮮からの特別列車が午後、中国の北京に到着したため、中朝国境や北京市中心部で厳戒態勢がとられた、中国インターネット上では要人を乗せた車列が市内を走る動画などが出回ったが、すぐに中国当局に削除された。数日前から中国国内で北朝鮮に関する報道などがネット上から削除。26日の訪中当日には中国当局から北朝鮮に関する報道を一切禁止するとの国営メディアへの通達[196]。韓国政府高官は金正恩の訪中説に注視するも未確認と答え、「中朝関係が最近は最悪なのに金委員長が電撃的に訪中した可能性があるのだろうか」と訪中に懐疑的な見方を聯合ニュースの記者に呈示。　金委員長の訪中説に関し確認を求める聯合ニュースの記者に中国外務省の華春瑩副報道局長は同日の定例会見で「知っていることは全くない」と返答[197]。訪中した金正恩委員長は習近平総書記との会談したが、2004年と2006年に金正日が訪中した際には胡錦濤指導部の政治局常務委員9人全員が迎えたのと比べて熱気なく、慣例だった抱擁がなかったとの指摘[198]。金正恩は自身が訪中許可要請したことを明かし、従前「中国は米帝国主義の走狗（犬）」など批判していたが、一転して中国を礼賛し北朝鮮トップとして初めて中国を「兄」で北朝鮮は中国の従属的立場と明言。朝鮮国営メディアも当該発言報道[199]。韓国では2017年9月の時点では約300人の警察がいたが、約80人がTHAAD配備基地から4キロ離れた場所で待機しているなど韓国警察や指揮する韓国政府が違法検問などTHAAD配備を妨害を事実上放置。韓国軍関係者が「米軍の宿舎はもちろん、THAAD関連の施設工事もきちんと進んでいない」と暴露。在韓米軍が「韓国政府はTHAAD配備問題を放置している」「当初からTHAADに否定的だった文在寅政権は、事実上THAAD問題から手を引いているようだ。韓国政府の意思が全く見られない。」「THAAD配備に関する韓国政府の言動に対して、こちらは失望を超越して今や諦観の段階」と批判[200]。
- 3月27日：ニューヨークタイムズが北朝鮮の寧辺の核施設にある年間20kgのプルトニウムを生産可能である実験用軽水炉（ELWR）の試験運用が始まったと報道[201]。朝鮮日報はプルトニウムではなく、高濃縮ウランでの核開発にとっくに移行しているため、すでに2002年時点で使っていなかったプルトニウム抽出のための冷却塔を2008年に海外のマスコミ公開で爆破させた核放棄パフォーマンス再来の利用されると指摘[202]。
- 3月28日：中国国営メディアで流された習近平総書記が話す間に金正恩委員長が熱心にメモを取る姿が報道。金正恩委員長が「朝鮮半島での非核化」を述べた部分が北朝鮮国営メディアではカット[203][204]。
- 3月29日：南北首脳会談開催日発表。その数時間後にドナルド・トランプ大統領は韓国が「北朝鮮の完全な非核化原則」から逸脱した迂迴的方式など韓国がもしも北朝鮮への経済制裁に穴をあければ米韓FTAで相応の対価を払うことになると警告[205]。
- 3月30日：安保理は制裁対象に瀬取りなど北朝鮮の国連安保理決議違反に協力した会社や個人を更に追加した。制裁を主導したアメリカのニッキー・ヘイリー国連駐在米国大使は、追加制裁が確定後、「今回の歴史的な制裁パッケージの承認は、国際社会が北朝鮮政権に最大限の圧力を継続するという私たちの努力に団結していることを示している明らかシグナル」と評価[206][207]。
- 4月2日：2016年5月からサッカーの北朝鮮代表監督を務め、「北朝鮮は2022年のワールドカップ（W杯）カタール大会本選に進出」と好成績から契約との更新後に2017年に述べていたヨルン・アンデルセンが「経済的事情が良くないので、これ以上ここにいるのは不可能」とロイターにて発言。北朝鮮は自ら非核化させるには北朝鮮が経済制裁こそ重要との指摘[208]。
- 4月5日：ヘイリー米国連大使はノースカロライナ州のデューク大学での講演で、「北朝鮮が最近対話に乗り出したのはこれまで国連など国際社会の対北朝鮮経済・外交的圧力のため」「米朝首脳会談論の主題は一部非核化ではなく完全非核化にならなければならない」「金委員長が完全な非核化を選ばないならば米国はこれに合わせて対処するだろう。われわれは無責任な国（北朝鮮）の核兵器保有を望まない」とし、「トランプ政権が主導した国際的圧力で北朝鮮はいま孤立状態で、北朝鮮が対話に出てきたのはまさにそのためだ」と発言。過去の8回の北朝鮮との交渉と違って、トランプ政権は北朝鮮への制裁と圧力を維持していくと明確化。「国連はこれまで数回強力な対北朝鮮制裁を発動した。その結果北朝鮮の輸出が事実上中断され貿易量が9％減り、石油輸入も30％減少して北朝鮮労働者の海外送出も中断されて、いま北朝鮮はほとんど窒息死水準だ」と主張[209]。
- 4月11日：世宗研究所の統一戦略研究室長が金正恩が執権以降に銃殺及び処刑された北朝鮮幹部の統計は約140人余りで1997年から2000年までにあった金正日による幹部を最低2000人処刑した深化組事件の約7％だからとして、「金正恩のリーダーシップを再評価すべき。李明博、朴槿恵政権は金正恩を残酷な指導者という否定的なイメージだけを植え付けようとした。しかし実は違う」と発表[210]。韓国国防部は北朝鮮の核・ミサイルの脅威に対応するため韓米が合意したTHAAD配備の工事に反対する団体側に「12日に建設装備を搬入したい」と伝達。反対団体は「屋根の工事だけ許諾する」「工事の過程を監視できるようにしろ」と要求[211]。
- 4月12日：星州に配備したTHAAD基地の施設工事のため建設資材や装備搬入を職業活動家のTHAAD反対団体や約20人の地域住民で構成された150人の「米軍は去れ」「米軍のための工事は中断せよ」「米軍関係者の立ち入り禁止」などとの反対行動をうけて、約4000人の警察を周りに立ってデモ隊を眺めるだけに配備した韓国政府は予定撤回した。韓国国防部は「2017年11月に基地の中へ持ち込んでいた建設重機だけでも搬出させて欲しい」と要請。市民団体の許可後に重機のみ搬出[212][213][214]。
- 4月16日：アメリカ政府は米国商務省は北朝鮮に携帯電話を輸出するなど北朝鮮とイランへの制裁に違反してこれらと取引した中国の大手通信会社ZTEについて、11億9000万ドル（約1775億円）の罰金の後にZTEが約束違反したことで今後7年間アメリカ国の企業との取引禁止という強力な追加制裁[215]。日中外相会談のために訪日した中国の王毅外相は3月下旬に行われた中朝首脳会談の結果を日本側に説明と意見交換を行い朝鮮半島問題における日本の姿勢を評価し、6カ国協議再開の要望を表明[216]。
- 4月17日：BBCが北朝鮮政権によって北朝鮮の国民を使ってロシアやポーランドなど海外労働で稼いだお金が上納させて核開発の資金源にしていると北朝鮮による奴隷労働を報道。太永浩元駐英北朝鮮公使はBBCのインタビューで「北朝鮮に流れたカネが平和な場所に使われていれば、北朝鮮は今よりはるかに産業が近代化していたはずだ」と「この膨大なカネが金氏一族の個人的なぜいたく品や核・ミサイル開発に使われたのは明らかな事実」と指摘[217][218]。
- 4月18日：日米首脳会談にて安倍首相にトランプ大統領が「日本に重要な懸案である日本人拉致問題について積極的に話をしたい」「日本に重要な問題であるという点を理解している」と米朝会談にて拉致問題を提起すると明言[219][220]。トランプ大統領は「日本と米国は北朝鮮問題で、しっかりと手を携え、まったく意見は一致している。金正恩・朝鮮労働党委員長との会談が6月の初旬かその前にあるかもしれない。(北朝鮮との会談が)うまくいかない可能性もあるし、会談が開かれない可能性もある」とし、「これまで取ってきた非常に強い姿勢で臨みたい」と発言。日米首脳が北朝鮮の核・ミサイルを「検証可能で不可逆的な廃棄を目指す方針と最大限の圧力を維持していくこと」を確認[221][222]。
- 4月21日：科学国際安全保障研究所（ISIS）のデービッド・オルブライト所長が、北朝鮮が中朝国境を流れる鴨緑江沿いの青水で原子炉の一種である黒鉛減速炉にも使用される高純度の黒鉛の製造工場を新設していると警告[223]。
- 4月21日：「経済建設と核武力建設の併進路線の偉大な勝利を宣言することについて」という決定書を発表。核兵器の完成と勝利を宣言し、「2018年4月21日からの核試験と大陸間弾道ロケット（ICBM）発射実験を停止する」と2017年10月に既に崩壊・汚染で使用不可になっている豊渓里核実験場の放棄発表。朝鮮日報は既に不要な施設放棄を冷却棟爆破パフォーマンスのように用いるのだと指摘。ソウル経済新聞は第三回南北首脳会談後に1990年9月3日の北朝鮮国営労働新聞で要求してきたような段階的な在韓米軍の削減、または撤収を要求の可能性指摘。1992年の南北が締結した不可侵合意への北朝鮮の認識必要と主張[224][225][226][227]。ニューヨーク・タイムズは北朝鮮が核兵器を放棄するかどうかが重要と論評し、「譲歩を引き出すために相手を混乱させる、北朝鮮のこれまでの古い戦術の焼き直しに過ぎない」と報道。ワシントン・ポストも「北朝鮮は違法な兵器開発を外国から隠してきた長い歴史がある」と指摘し核兵器廃棄の検証方法などに懸念[228]。放棄するという豊渓里核実験場は既に崩壊事故で使えない寿命を迎えた施設であり、非核化交渉の核心は、プルトニウムと高濃縮ウランなどの核物質の生産放棄と廃棄、更に核を乗せ運ぶための核弾頭の廃棄など主眼を置くべきだと指摘。北朝鮮はすでに地下秘匿施設で生産された核弾頭と核物質を保管しているため、最終的に必ずそれらの存在を否定して隠蔽すると指摘[229]。朝鮮日報も核実験場廃棄の発表が「第2の寧辺冷却塔爆破ショー」であり、6度の核実験で咸鏡北道豊渓里の核実験場は汚染と崩壊し、そもそも経済制裁で大打撃を受けていることによる経済難でICBMや核実験資金も無いため制裁解除のためのパフォーマンスと指摘[230]。
- 4月22日:北朝鮮への観光客中国人32人死亡、2人が重傷、バス運転手を含めた北朝鮮人スタッフ4人全員死亡という中国最大手金龍客車の輸出したバスで大事故。中国政府が国策である北朝鮮との友好阻害となるして事故に関するネットの書き込みを一斉削除[231]。
- 4月24日:アメリカの上院が、中国政府に対して中国に逃げた脱北者の強制送還の中止などを求める内容を新たに反映した北朝鮮人権法延長案を全会一致で可決[232]。
- 4月26日:NATO事務総長はベルギーのブリュッセルのNATO本部で、「北朝鮮の行動に具体的な変化があるまで、私たちは北朝鮮に対する圧迫と制裁を継続することが必要」「私たちがここ数週間に渡って、この進展を目撃することができた理由の一つは、北朝鮮に対する強力な圧迫があったから」とし、「特に国連が採択した制裁だ」と強調[233]。
- 4月27日:金正恩委員長と文在寅大統領による第三回南北会談開催。「完全な非核化を通じ、核のない韓半島（朝鮮半島）を実現するという共通の目標を確認した」と含んだ合意。合意した内容が北朝鮮が考える非核化は依然としてアメリカによる韓国への核の傘廃棄を含む「朝鮮半島の非核化」で2005年9月19日の北朝鮮が核兵器廃棄を約束した「北朝鮮は全ての核兵器と現存する核計画の放棄を公約した」との共同宣言より後退し、南北首脳会談で宣言文の主題が北朝鮮の非核化ではなく、韓国からの北朝鮮への支援ばかりと指摘。韓国政府が会談前に「非核化で成果が出なければ経済協力について話し合うことはできない」「（経済協力は）今回の核心議題ではない」などとコメントしていたが、合意内容での核言及は1割未満で経済協力で溢れて10兆円規模との試算[234][235]。2000年に脱北した脱北者同志会のソ・ジェピョン事務局長は平気な顔で金委員長が脱北者について言及する放送を見て、「惨憺たる思い」「脱北者たちは飢えと人権弾圧を逃れて命懸けで脱出した人々だ」「北朝鮮の世襲政権は大飢饉に見舞われた1995から98年の苦難の行軍の時も救援活動ではなく核兵器開発に執着し、数百万人の餓死者を出した」と激怒。2010年の韓国海軍哨戒天安爆破・沈没事件と延坪島砲撃事件の被害者・遺族たちは「首脳会談よりも前に解決すべき問題がある」と戦死者を無視する韓国政府の姿勢を批判。延坪島砲撃で戦死したソ・ジョンウ伍長の母親は「テレビを見ることができなかった。私の息子を殺した殺人者の息子は一言も謝罪の言葉を発しなかった。北朝鮮の挑発行為による兵士たちの戦死が、南北首脳会談で消しゴムを使うかのように消し去られてしまったらどうしよう」と韓国内の北朝鮮の攻撃で亡くなった人たちへの世論の冷たさを悲観。天安爆破・沈没事件について一言も言及しなかったことで天安艦遺族会のイ・ソンウ会長は「文大統領が謝罪の言葉を全く要求しなかった」と批判。しかし、文大統領は、北朝鮮の住民に対する喚起で最も強力な手段となっている韓国に関する情報提供を「拡声器放送やビラ散布など、互いに向けた一切の敵対行為をしない」と中止約束。そのため、複数の北朝鮮人権団体は「北朝鮮政権は必要があれば手のひらを返すように自分が言った言葉を覆す集団だ。我々はまただまされている。」「5月初頭にも北朝鮮を批判するビラ20万枚を飛ばす」「もしも韓国軍や韓国警察が北朝鮮の顔色をうかがってこれを阻止するなら、それこそ全体主義的な発想だ」と北朝鮮住民の人権は無視している韓国政府を牽制。長期間にわたり北朝鮮にスパイ容疑で拘束され、2017年に北朝鮮から解放されたが拷問のために脳死状態で帰国後に死亡したアメリカ人大学生オットー・ワームビアの両親は、北朝鮮政府が拷問殺人した責任を問う訴訟をワシントンD.C.の連邦地方裁判所に提出[236]。マイク・ポンペオ国務長官は「トランプ大統領の過去最大の圧迫作戦と世界的に行われた対北朝鮮圧迫がなければ、私たちは今ここまで来なかっただろう」と制裁が北朝鮮に有効と指摘、北朝鮮の非核化という目標は不変と発言。ポンペオ国務長官は「アメリカは、韓国や日本など私たちの同盟国との統一した対応で継続して緊密に協力する」とし「北朝鮮との約束は良いが、透明かつ検証可能な行動が不可欠」「(アメリカは)検証可能で不可逆的な北朝鮮の大量破壊兵器プログラムを遅滞なく廃棄することに専念している」と恒久的で検証可能で不可逆的な廃棄の目標は不変で北朝鮮が非核化するまで最大圧迫作戦の継続強調[237]。
- 4月29日:ニューヨーク・タイムズは「懐疑的」（skeptical）という言葉を5回も使用して、北朝鮮が言う「朝鮮半島の非核化」と米韓同盟の解体であり、今回の南北首脳会談で合意された「完全な非核化」は、大きな意はなく、北朝鮮は「核武力完成」させた成果を放棄しないと指摘。「韓国と中国が北朝鮮に対する制裁を解いて、大規模な支援をする日が遠くない」と北朝鮮の狙っていた制裁解除策略が成功するとし、逆に北朝鮮は最終的に必要なことをすべて得て核武装国としての地位を確保した内容と指摘。ワシントン・ポストも「期待は禁物」、韓国政府の韓国運転論との主張に「実際、運転席に座ったのは北朝鮮であり、今の朝鮮半島周辺情勢を見ると北朝鮮の意中の通り戻っている」と指摘[238]。
- 5月1日:韓国政府傘下の韓国農漁村公社がアメリカと国際社会の対北朝鮮制裁が解除されることを前に、北朝鮮への制裁で閉鎖されている開城工業団地の背後地域に新たに北朝鮮の支援のために汝矣島の1.5倍の広さという巨大な農業団地の造成検討[239]。「もし、(米朝)平和協定が締結されれば、在韓米軍はどうなるのか」という質問に、文正仁外交安保特別補佐官は「駐留を正当化するのは難しい」という撤退容認。世論反応調査として大統領代わりに発言役である文正仁外交安保特別補佐官は2月に『在韓米軍は韓国大統領が出て行けといえば出ていかなければならない』と主張し、4月の文大統領による「北朝鮮が在韓米軍撤収を要求したことがない」と発言していたため同様に議論喚起[240]。北朝鮮の核問題をめぐる六カ国協議のアメリカ代表を務め、何度も訪朝して実際に交渉を行った「対話派」であるクリストファー・ヒル元国務次官補は「（南北首脳会談後）金正恩朝鮮労働党委員長を正常でかつユーモアあふれる人間のように（韓国政府関係者や多くの韓国メディアが）描いている」「北朝鮮が非常に残酷な政権であることを絶対に忘れてはならない」と警告。板門店での合意に「過去のものを繰り返したものに過ぎない」と指摘[84]。
- 5月3日:マイク・ポンペオ国務長官就任。就任演説で「私たちは、永久的で、検証可能で、不可逆的な北朝鮮の全破壊兵器の廃棄を遅滞なく行うために専念する」と宣言。「完全で、検証可能であり、不可逆的な北朝鮮の核廃棄」という立場から強化[241]。東シナ海の公海上で北朝鮮船籍のタンカーに韓国船籍のタンカーが横付けて瀬取りしているのを警戒に当たっていた海上自衛隊の艦船が発見、韓国政府は事実関係求める要求に無回答[242]。
- 5月4日:トランプ大統領はオットー・ワームビアさんの両親と電話通話をし、今回の北朝鮮との交渉で北朝鮮の人権問題への意志を再確認[243]。
- 5月5日:韓国にて脱北者団体が、「つい最近まで残忍な処刑と核実験、ミサイルでの挑発で広く恐怖を与え、韓国と世界を脅迫した金正恩が突然、偽りの対話攻勢と偽善の平和攻勢に乗り出した。韓国社会は盲目的な平和ムードに陶酔している」として北朝鮮の体制を非難するビラを飛ばそうとしたが、文大統領の阻止中止指示を受けた警察約300人が阻止。脱北者らは「北朝鮮は何も変わっていないのに、韓国人は金委員長の平和攻勢に酔いしれている」と指摘[244][245][246]。北朝鮮自由連合のスーザン・ショルティ代表は記者会見で、「韓国政府は北朝鮮内部に(北朝鮮の真実に関する)情報を入れさせないようにしている。真実を伝える脱北者の声を韓国政府が排除しようとしていること自体にとても胸が痛む」と批判。脱北者である北朝鮮戦略センターの姜哲煥代表も「北朝鮮住民の知る権利を保障することは北朝鮮に対する敵対行為になり得ない。北朝鮮住民の知る権利と人権問題から目をそむけることこそ北朝鮮住民に対する敵対行為だ」と批判。自由北朝鮮運動連合の朴相学代表は「韓国社会は盲目的な平和ムードに陶酔している」と指摘[247]。
- 5月6日:北朝鮮が保有している大量破壊兵器と中・短距離を含む全ミサイルの廃棄のための両国協力を日米合意。日米間でアメリカ本土を脅かすICBMだけではなく、日本を射程に置く中・長距離ミサイルまで廃棄対象であることを明確化[248]。
- 5月8日:中国の習近平中国共産党総書記と北朝鮮の金正恩朝鮮労働党委員長の2回目会談[249]。北朝鮮に通信機器輸出するなど北朝鮮制裁に違反した取引したことで4月16日に強力な罰則制裁を受けた中国大手通信機器の中興通訊（ZTE）はアメリカ政府から受けたアメリカ企業からの部品供給禁止制裁で広東省深圳市の本社内の直営店で全商品を撤去、自社のネット販売も停止に追い込まれるなどアメリカの制裁から3週間で全てのスマートフォン販売停止[250]。文在寅大統領が読売新聞のインタビューを受けたこと韓国政府が公表したが、読売新聞の質問部分を削除して公開し、韓国人拉致被害者など不都合だと判断した質疑削除が波紋。北朝鮮の「完全かつ検証可能で不可逆的な非核化」（CVID）関連質疑を受けたという事実、また約400人韓国人拉致被害者と関連した内容が含まれた質問が読売新聞からあったという事実を隠蔽[251]。
- 5月10日:ドナルド・トランプが自身のTwitterにて、トランプ - 金正恩首脳会談をシンガポールで開催することを発表[252][253]。北朝鮮による事前通告なしでの相次ぐ弾道ミサイル発射が旅客機の運航に重大な危険を及ぼしているために理事会で北朝鮮への非難決議を2017年10月にした国連のICAOに対して、北朝鮮は「核戦力が完成したため、民間航空機に危険を及ぼすような、事前通告なしのミサイル発射実験などは今後、行わない」とし、核兵器・弾道ミサイルが完成して核保有国になったからとして今後は守ると説明[254]。
- 5月11日:米朝首脳会談が6月12日にシンガポールで開かれることが決まったことについて、北朝鮮の国営メディアである朝鮮労働党機関紙「労働新聞」は米朝首脳会談の開催日程や場所など一切報道せず、社説にて4月の党中央委員会総会に触れて、これまで掲げてきた核開発と経済建設を並行して進める「並進路線」にて「勝利した」と宣言[255]。
- 5月12日:北朝鮮が平壌商業大学の女子学生を中国内の食堂に従業員として派遣して、学生らには賃金は渡さないことで外貨稼ぎをしていることが発覚[256]。
- 5月13日:元駐英北朝鮮公使の太永浩は北朝鮮の交渉方法について、「初めに概念的に合意し、後でその概念の具体的な内容を聞いて破ることで時間稼ぎ」と解説。2017年9月から12月までの国連の対北制裁が2件の破壊力について北朝鮮も予測出来ずに大打撃を受けたため交渉に出て来たと指摘。核兵器について金正恩が「平和守護の強力な宝剣」と定義していて、「我々子孫がこの世で最も尊厳高く、幸せな生活を享受することができる確固たる担保」と述べていることからと核兵器の一部放棄は未だしも北朝鮮が完全な核放棄は決して有り得ないと分析[257]。米国のABC、CNNによる「恒久的な非核化（PVID）とはどんなものか」との質問にボルトン大統領補佐官（国家安全保障担当）は全ての核兵器を除去・廃棄し、米国に搬入することと言及。「北朝鮮の非核化」とは単に核兵器放棄だけを意味するわけではなく、北朝鮮がウラン濃縮とプルトニウム再処理能力・弾道ミサイルの放棄なども含有する不可逆的なものだと解説[258]。
- 5月14日:太永浩元駐英北朝鮮大使が『3階書記室の暗号―テ・ヨンホの証言』を出版。韓国国会で「北朝鮮核問題の終着的な解決を望むなら、レジームチェンジ(政権交代)と人権保障の道しかない」「完全な非核化(CVID)は北朝鮮が崩壊した後でも可能」と講演[259]。
- 5月15-16日:北朝鮮側から15日午前9時過ぎに「ハイレベル会談を16日に開催しよう」と韓国側に板門店の連絡官チャンネルを介して提案。しかし、16日午前10時に予定されていた南北ハイレベル協議の開始時刻まで10時間を切った同日午前0時30分頃に、毎年行われて今年は11日からで北朝鮮の開催要望した15日以前から行われていた米韓空軍演習「マックスサンダー[260]」を理由に一方的「無期限延期」通告[261]。会談の中止に遺憾の意を示した韓国政府を「判断能力のない無知無能な集団」と指摘[262]。北朝鮮による米朝首脳会談中止言及を受けて、アメリカのホワイトハウスの報道官は、「北朝鮮が会談したければ、その用意はある。もし会談したくないのなら、それでも構わない」「これは我々の想定内」「(トランプ)大統領は厳しい交渉の用意をしているし、北朝鮮が会談を望むなら準備を整えます。もし(北朝鮮が米朝首脳会談を)望まないなら、それでも構いません。その場合は、我々は最大限の圧力をかけ続けます」とコメント[263][264]。
- 5月17日:アメリカのトランプ大統領は北朝鮮の態度変化について5月8日の習近平と金正恩の会談に言及し、「中国の習近平国家主席が北朝鮮の金正恩朝鮮労働党委員長に影響を及ぼしている可能性がある」と指摘[265]。
- 11月15日:ニューヨーク・タイムズが発射実験について報道[266]。

### 2019年以降

#### 2022年
- 3月8日:核実験場を再建設させる動きが見られていた[267]。
- 4月16日:弾道の確認されていない実験を行った[268]。
- 5月6日:CNNは、地下核実験の準備完了が5月中になると発表している[269]。
- 5月10日:アメリカの研究グループが原子炉施設の工事再開を指摘し、文書にまとめた[270]。
- 6月16日:戦略国際問題研究所が豊渓里の核実験場で新たな再建活動が行われていることを報告した[271]。
- 9月8日:金正恩が「絶対に核を放棄しない」と断言し、「100日､1000日､10年､100年でも制裁を加えてみろ」とアメリカ合衆国へ向かって威嚇した[272]。
- 読売新聞オンラインが9月11日に配信した記事によれば、金正恩の判断で事実上先制使用もできるよう核兵器の使用条件を緩めたという[273]。
- 12月31日:金正恩が核弾頭量産に加え「アメリカの同盟戦略に便乗してわが国の神聖な尊厳と自主権を奪い始めた国々にも警鐘を鳴らす」と同盟国にも攻撃を明言[274]。

#### 2023年
- 3月28日:朝鮮中央通信に戦術核弾頭「ファサン31」の写真が掲載[275]。
- 9月13日:金正恩がロシアを訪問しプーチン大統領と会談（2023年露朝首脳会談）。北朝鮮がロシアに兵器を供給する代わりに、ロシアは北朝鮮にロケット技術の提供などを示唆した[63][62][276][277]。
- 9月28日:9月26日と9月27日に開催された最高人民会議で、核武装に関する政策を憲法に明記したことを朝鮮中央通信が報じた[278][279]。
- 10月6日:戦略国際問題研究所(CSIS)は、北朝鮮とロシアの鉄道貨物輸送量が「過去5年の水準を大幅に上回」ることを発表。『北朝鮮によるロシアへの武器・弾薬供給を示している可能性が高い』とした[280]。
- 10月14日:ホワイトハウスは「9月7日から10月1日にかけて」北朝鮮からロシアへ軍需品が「運ばれたことを示す画像」を公開。アメリカ国家安全保障会議のカービー戦略広報調整官は、北朝鮮がロシアに軍需品を提供した旨を発表した[281]。
- 12月22日:国際原子力機関(IAEA)は、「寧辺核施設の原子炉で初めて核燃料が使われているようだと発表」した[282]。

## 関連書籍
- 瀬川高央『核軍縮の現代史: 北朝鮮・ウクライナ・イラン』（吉川弘文館、2019/10/24）[注釈 1]
- ケネス・キノネス『北朝鮮 米国務省担当官の交渉秘録』（伊豆見元監修）、中央公論新社、2000年9月、ISBN 4120030229
  - 原著: C. Kenneth Quinones, North Korea's Nuclear Threat: "Off the Record" Memories, 1992-94
- ケネス・キノネス『北朝鮮 2 核の秘密都市寧辺を往く』（伊豆見元監修）、中央公論新社、2003年5月、ISBN 4120033937
  - 原著: C. Kenneth Quinones, Beyond Negotiation: Implementation of the Agreed Framework
- James Clay Moltz (Editor), Alexandre Y. Mansourov (Editor), The North Korean Nuclear Program: Security, Strategy, and New Perspectives from Russia (Library Binding), Routledge, Oct 1999, ISBN 0415923697
- 春原剛『米朝対立 核危機の十年』日本経済新聞社、2004年9月、ISBN 4532164826
- Victor D. Cha, David C. Kang, Nuclear North Korea: A Debate on Engagement Strategies, Columbia University Press, Sep 2003, ISBN 0231131283